# 全境擴散
是2011年上映的美國驚悚災難片，由史提芬·蘇德堡執導，演員團隊包括瑪莉安·歌迪雅、拜仁·鈞士頓、麥·迪文、羅蘭士·費斯賓、祖迪·羅、桂莉芙·柏德露、琦·溫斯莉及詹妮弗·艾莉。劇情的設定涉及由污染物進行病毒傳播，醫學研究人員及公共衛生官員嘗試識別並控制一種類似「SARS」的大型疫症，繼而疾病進而爆發使社會喪失秩序，最後需要引進疫苗以阻止其傳播。為了遵循多條相互作用的情節路線，電影採用了多敘事的風格，這是導演蘇德堡於多部電影中常用的手法。
導演蘇德堡與編劇史考特·Z·柏恩斯自2009年於《大鑊密探》後再度合作。隨著該電影上映後，伯恩斯提出了製作醫療驚悚片的想法，描繪了病毒的迅速傳播，這一靈感源自各種流行病的啟發，例如：2003年嚴重急性呼吸系統綜合症及2009年人類豬型流感疫情，並且似乎涵蓋了類似亨尼巴病毒的威脅。為了準確了解大流行疫症，伯恩斯諮詢了世界衛生組織的代表以及著名的醫學專家，如伊恩·利普金及勞倫斯·「拉利」·布里里安。主要攝影在2010年9月於香港開始，並在芝加哥、亞特蘭大、倫敦、日內瓦及三藩市繼續進行，直至2011年2月結束。
《世紀戰疫》於2011年9月3日於第68屆威尼斯國際影展上首映，電影於9月9日作一般放映。這部電影受到影評人的好評，他們稱讚敘事手法與眾演員的表現。科學家們也對電影的準確性作出好評。在商業上，這部電影取得了票房成功。電影在6,000萬美元的預算下，電影於上映期間的票房收入達到1.35億美元的收入。

## 劇情
從香港出差回國後，AIMM的員工貝絲‧恩霍夫趁著在芝加哥轉機時，與其前男友春風一度後回到位於明尼阿波利斯郊區的家。在旅途中即出現類似感冒病癥的她，跟前夫所生的六歲兒子克拉克也因病而被托兒中心送回家中。貝絲的病情在兩天內迅速惡化，因嚴重癲癇導致抽搐並休克而送醫，最終因不明原因於醫院中不治。醫生依其大腦與中樞神經系统的外在病理現象，猜測為腦炎或腦膜炎病毒所導致。送她就醫的丈夫米奇茫然又傷心地回家後，發現克拉克也死於類似的感染。在此同時，WHO收到來自北京的報告，稱香港與廣東爆發不明疫情，已依SARS前例進行隔離與防堵。由於香港是國際性城市，組織判斷疫情將會擴散。而其後也的確收到東京及倫敦發生疫情的報告。貝絲轉機的地點也出現病例。
貝絲驗屍結果驚駭所有人，消息立即向上呈報。米奇被隔離，他與前妻的女兒喬希到院探訪。喬希因為家人遭難時自己不在場而自責，決定無論如何都要跟父親待在一起。同時，跟貝絲接觸過的每個人都陸續把這種疾病散播到世界各地。偏激的陰謀論者艾倫·克倫韋德以自己的方法搜集相關資料。
在亞特蘭大，美國國土安全部的代表會見了美國疾病管制與預防中心（CDC）的埃利斯·謝弗博士，擔心迅猛的疫情是某種恐怖襲擊用的生物武器所導致，意圖在感恩节周末引起恐慌。美國開始部份關閉境內的學校等公共場所。謝弗博士派遣傳染病情報局官員艾琳‧米爾絲博士前往明尼阿波利斯展開調查。
米奇經診斷並未染疫，可以安全回家。但因資料缺乏，無法保證喬希有他的免疫遺傳。疫情此時已引發恐慌，醫院開始失序。一般人窮盡自己的方法進行消毒。米爾絲追溯感染源直至貝絲，但尚未能確定零號病人。她在體育館設立野戰醫院，卻還要應付爭奪資源的地方人士。米奇把自己和女兒關在家裡，斷絕與所有人的接觸。女兒開始恐慌。
在集體恐慌下，殯儀館拒絕處理病逝的貝絲母子遺體。WHO專員追查到香港，認定貝絲為傳染源。但在回日內瓦上報前，卻遭香港的連終員綁架至其村莊，以勒贖WHO來及早獲得疫情相關援助。
米爾絲終於也病倒，仍心心念念疫情調查。由於邊境關閉，護士罷工，她的後送被延遲，上司極力奔走而不得其法。艾倫·克倫韋德在網上影片，表明用連翹屬的草藥治癒自己。隨著疫情擴散，社會秩序開始混亂，由搶購屯積發展成劫掠。美國總統被轉移到地下避難，政客攫取醫療資源。米奇與喬希試圖逃離治安敗壞的家鄉到威斯康星州，但遭國民警衛隊攔阻，二人被迫回轉。而艾倫繼續散發傳單，宣揚陰謀論。
米爾絲病逝，葬入萬人塚中。CDC的艾莉·赫索博士研究治療方案和疫苗的工作在被擱置後重啟，確定該病毒是豬和蝙蝠病毒的遺傳物質混合物。由於科學家沒能發現可以在其中生長的腦膜腦炎病毒一號（MEV-1）的細胞培養物，因此研究工作停滯了下來。加利福尼亞大學三藩市分校的教授伊恩·薩斯曼博士卻違反了CDC要求銷毀其樣本的命令，並在第12日，使用蝙蝠細胞，鑑定了可用的MEV-1細胞培養物。赫索博士利用這一突破性成果開始研發疫苗。而其他科學家認定該病毒是由基本繁殖數量為四的蟎蟲所傳播的，預計全世界將有1/12（約8.3％）的人類被感染，死亡率為25％至30％。艾倫·在一次電視訪談中透露，謝弗博士曾秘密地告訴未婚妻在被州界封鎖前離開芝加哥。謝弗博士暫時留任，但政府將對他進行調查。
明尼阿波利斯成為死城。但喬希仍偷偷出門與男友約會，被父親發現後拆散。艾莉·赫索博士利用減毒性病毒識別潛在的疫苗。她直接為自己注射疫苗後，探訪染疫住院的父親，以儘速鑑定其成效。结果艾莉·赫索博士沒有感染MEV-1，因此疫苗被宣布成功，開始製造。疫苗供不應求，因此CDC以「出生日期」的彩票抽籤決定接種順序（先遣急救員除外）。喬希排在相當後面，為了還要被關在自己家裡半年而悶悶不樂。
克倫韋德與藥商偷偷判，試圖為連翹的投資者增加利潤。他因為涉嫌串謀、證券欺詐及誤殺被捕。
世界衛生組織流行病學家李奧諾拉‧奧蘭蒂斯博士跟綁架她的人及村民們相處數星期，關係良好，直到WHO人員帶疫苗來贖她。綁架者在她身上試打，以驗證沒有毒性。到了香港機場，奧蘭蒂斯的同事要她再打一劑疫苗，因為用以交換的疫苗其實是安慰劑，因為中國政府不想讓綁架者得逞。得知消息的她馬上跑回去警告村民。
克倫韋德的萬千支持者們為他籌集保釋金，他獲釋後繼續宣揚陰謀論。
在疫情發展至第26日，美國的死亡人數已達到至少250萬，全球已達到2,600萬。疫苗的發現，生產和首次交付要持續到第133日，而疫苗接種要持續到第500日。最終的死亡人數是沒預見得到。
片尾回到病毒起源：AIMM推土機清理了一些叢林，驚擾在香蕉樹中覓食的蝙蝠。蝙蝠飛過一個豬圈，掉了一大塊香蕉，被那裡的小豬吃掉，小豬又成為澳門賭場餐廳廚房內食材。廚師在廚房中處理小豬時，沒有洗手就與客人之一的貝絲握手，使她成為「零號病人」。

## 演員
| 演員               | 角色                                  | 簡介                                            |
| 桂莉芙·柏德露      | 貝絲‧恩霍夫 Beth Emhoff               | 病毒的首名患者                                  |
| 麥·迪文            | 米奇‧恩霍夫 Mitch Emhoff              | 首名患者的丈夫                                  |
| 安娜·雅各比赫隆    | 喬希‧恩霍夫 Jory Emhoff               | 米奇的女兒                                      |
| 勞倫斯·費許朋      | 埃利斯·謝弗博士 Dr. Ellis Cheever     | 美國疾病管制與預防中心（CDC）的博士             |
| 琦·溫斯莉          | 艾琳‧米爾絲博士 Dr. Erin Mears        | 傳染病情報局官員                                |
| 珍妮佛·艾爾        | 艾莉‧赫索 Ally Hextall                | 美國疾病管制與預防中心（CDC）研究治療方案的博士 |
| 伊利奧·高德        | 伊恩‧沙斯曼 Dr. Ian Sussman           | 加利福尼亞大學三藩市分校的教授                  |
| 祖迪·羅            | 艾倫·克倫韋德 Alan Krumwiede          | 陰謀論者                                        |
| 瑪莉安·歌迪雅      | 李奧諾拉‧奧蘭蒂斯 Dr. Leonora Orantes | 世界衛生組織流行病學家                          |
| 黃經漢             | 孫楓 Sun Feng                         | 香港專家                                        |
| 布萊恩·克蘭斯頓    | 海格蒂 Haggerty                       | 美国公共卫生服务军官团军官                      |
| 莎娜·拉森          | 奧碧‧契佛 Aubrey Cheever              | 埃利斯·謝弗的妻子                               |
| 阿明·羅德          | 達米安‧李奧波德 Damian Leopold        | 世界卫生组织官员                                |
| 約翰·霍克斯        | 羅傑 Roger                            | 美國疾病管制與預防中心職員                      |
| 狄米崔·馬丁        | 大衛‧艾森柏格 Dr. David Eisenberg     | 艾莉‧赫索的同事                                 |
| 阿瑪·威克          | 拉菲克 Rafiq                          |                                                 |
| 徐天佑             | 李輝 Li Fai                           | 澳门赌场侍應                                    |
| 何超儀             | 李輝的姊姊                            |                                                 |
| 莫妮克·賈柏莉·柯能 | 蘿琳‧瓦茲奎茲 Lorraine Vasquez        | 三藩市记者                                      |
| 黛莉雅·斯托寇思    | 艾琳娜 Irina                          | 乌克兰模特儿，感染者之一                        |

## 製作

### 劇本构思與寫作
史提芬·蘇德堡與史葛·Z·伯恩斯恰逢在合作《大鑊密探》（2009年）後，共同努力設計此電影。兩人最初計劃以萊尼·里芬斯塔爾創作傳記電影，她是1930年代德國電影界的開拓者，和納粹黨崛起的人物。蘇德堡後來聯繫伯恩斯取消了該項目，因為他認為關於里芬斯塔爾的電影將很難吸引觀眾。伯恩斯對傳播途徑感興趣，於是建議他們改成以瘟疫情況為中心的電影 — 「一個有趣驚悚版本的疫症電影」。他的主要目標是製作一部「真的感覺會發生的」醫療驚悚片。
伯恩斯諮詢了勞倫斯·「拉利」·布里里安，因他在消除天花方面的工作而聞名，並建立對大流行疾病事件的準確認識。他看過布里里安的TED大會演說，他對此很著迷，並意識到該領域內人們的觀點不是「如果這會發生」，而是「甚麼時候會發生？」。布里里安介紹另一位專家伊恩·利普金給伯恩斯認識，在這些醫生的的幫助下，製作人能夠從世界衛生組織的代表那裡獲得更多的見解。伯恩斯還會見了《逼近的瘟疫》（The Coming Plague）的作者劳里·加勒特，她1995年的著作幫助伯恩斯考慮了這部電影的各種潛在情節。伯恩斯希望邀請CDC的一位官員參與，最終決定聘請流行病學家，因為該角色需要在追蹤疾病的同時與人互動。
儘管他在2009年人類豬型流感疫情之前六個月就進行了大流行疾病的研究，疫情對他的研究「確實有幫助」，因為它使人們對流行病發作後的社會狀況有所了解。對他而言，不僅要關注的是病毒本身，還需要社會如何處理這種情況。「我看見它們來到的生活上」伯恩斯說：「我看到了一個問題，『好吧，你關閉學校嗎？如果關閉學校，那麼誰留在孩子的家裡？每個人都把孩子留在家裡嗎？』網上發生的事情，這就是祖迪·羅角色的來歷，人們希望在網絡上走在前端，因此總有些人會寫一些有關抗病毒藥或不同治療方案的文章資訊，因此總會有一種訊息，而該訊息也具有某種病毒性脈動。」

### 攝製

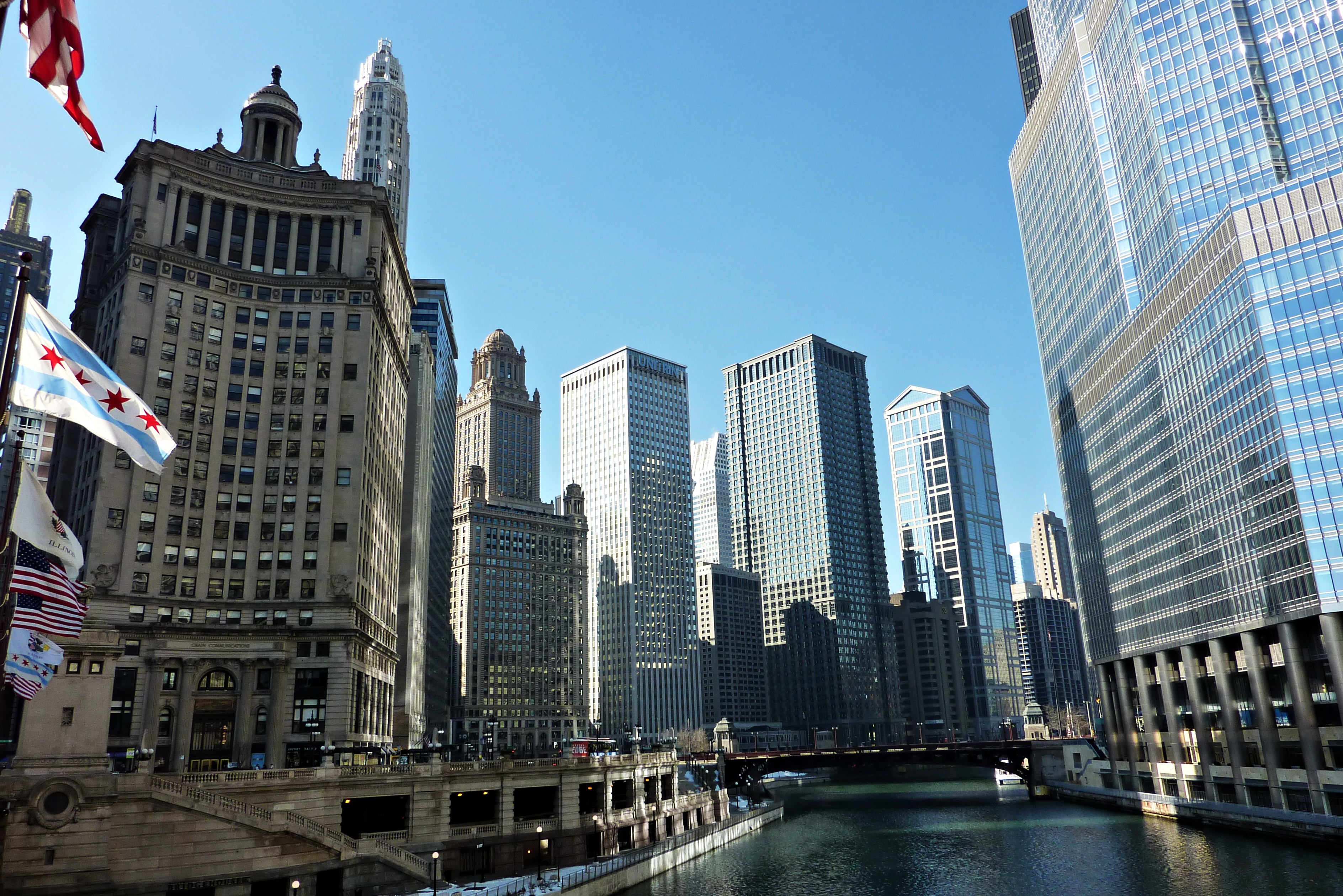
電影中明尼阿波利斯和亞特蘭大的設置是使用了芝加哥的一些風景。

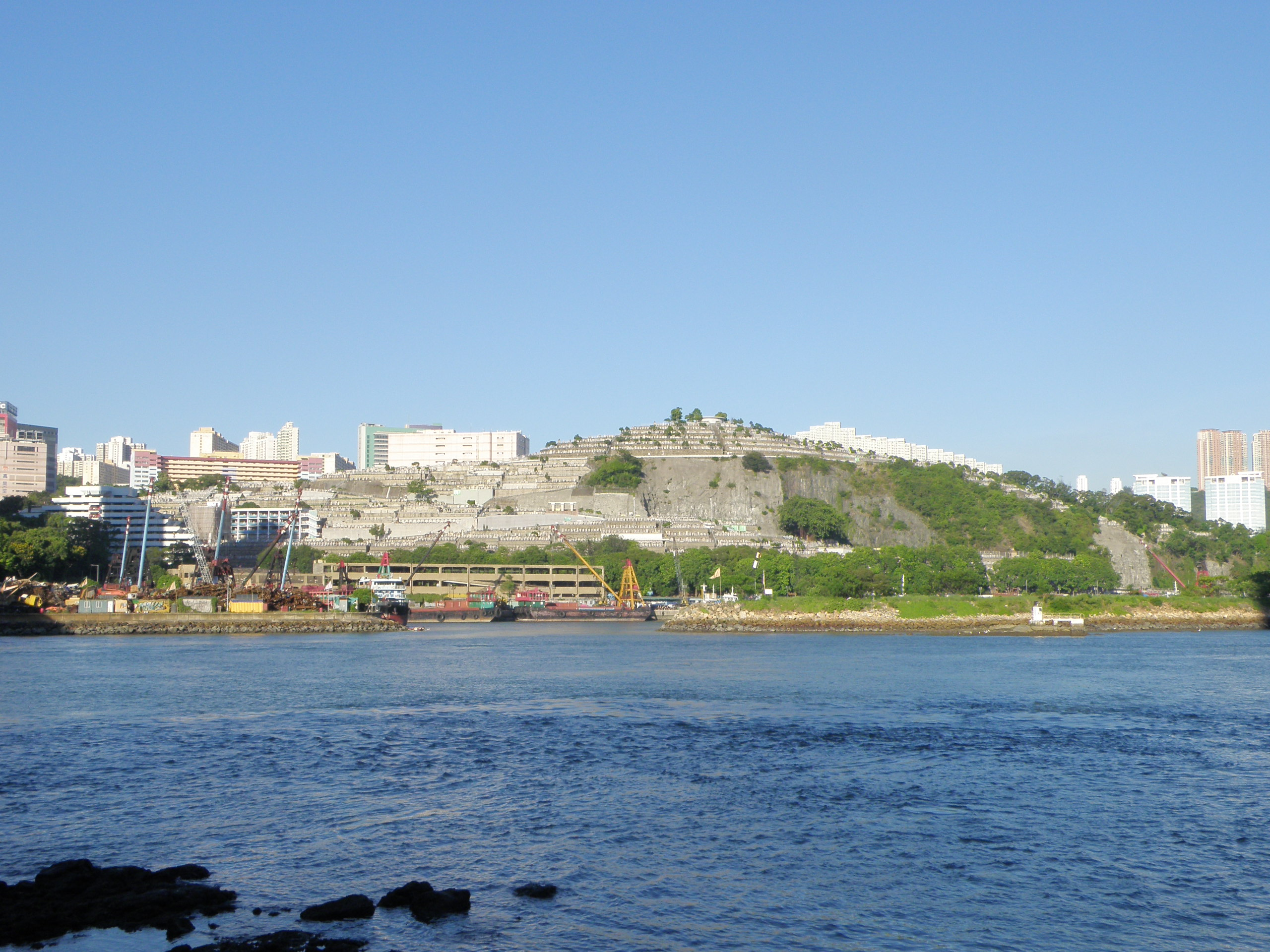
人質交換的場景攝於香港荃灣的華人永遠墳場。

蘇德堡在監督執導過程的同時，還擔任了電影的攝影師。電影是使用瑞德數碼電影攝影機公司的RED One MX數碼攝像機拍攝，它使用環境光，其解像度達到4K標準。由於他希望電影的前提是真實，並「盡可能逼真」，蘇德堡選擇不在工作室拍攝，「對我而言，除了使電影中的某個地方看起來像其他地方，而且沒人知道其中的區別之外，偶爾會感到滿足。」對於選擇取景城市，蘇德堡認為他們無法「走到我們沒有角色身處的任何地方」，因為他想描繪一個「史詩般」卻又「親密」的場景。他解釋說：
|  | 我們無法切入到我們從未親身經歷過不認識的城市或其他人群。那是我們的原則。這是電影中必須遵循的一條相當重要的規則，在這種情況下，你試圖對正在發生的大規模事件有所了解，但是我們認為從前遇到的所有問題，當我們看到任何類型的災難片時，我們都圍繞著這個想法。 |

電影於香港的拍攝始於2010年9月，並持續拍攝約兩星期。導演蘇德堡原本希望在中國大陸進行拍攝，然而《Moviefone》的記者大衛·艾里希（David Ehrlich）相信中國政府不太可能會讓電影上映。儘管製片人原打算在澳門眾多賭場之一建立取景拍攝地點，然而法律禁止在賭博場所附近拍攝，故賭場設置於香港仔的珍寶王國。為了將用於娛樂場所的裝置轉移到水上場所，製片人聘請了許多當地人來執行這項任務，他們習慣於使用舢舨充當卡車一樣運送器材。其他取景地包括香港國際機場、香港洲際酒店和瑪嘉烈醫院。
接下來的一個月的主要拍攝轉移到伊利諾伊州的芝加哥，此部分在電影中作為承接作用。除了用作芝加哥本身的背景外，許多城市景觀及其周圍的郊區都被用來模仿明尼蘇達州明尼阿波利斯及喬治亞州亞特蘭大。由於主要攝影在冬季進行，因此降雪是模擬「持續性寒冷」的先決條件，這恰好用來營造「惨淡」的氛圍，當中包括「一種超敏感的眩光」。在城市範圍內，取景地點分別為謝德水族館、奧黑爾國際機場及中途國際機場。蔚為壯觀的的組合是瓊斯將軍軍械庫（General Jones Armory），後來變成電影中的沃基根大型醫務室，其中伊利諾伊州137號公路的一部分用來模擬丹·懷恩高速公路。其他取景地包括埃爾金的謝爾曼醫院及威爾梅特的中心小學（Central Elementary School），以及在市中心的西部溫泉城拍攝雜貨店的場景。
2011年1月，拍攝再次轉到亞特蘭大四分圓的德鲁伊山，那裡亦包括美國疾病管制與預防中心（CDC）總部的所在地。由於CDC園區拍攝受到限制，製作人只獲准在該區域的外部場景拍攝，以及停車場和CDC博物館的接待區。主角拍攝然後進入亞特蘭大的中央商務區和迪卡特，然後在接下來的一個月進入倫敦、日內瓦、最後是加利福尼亞的舊金山。舊金山電影委員會向電影製作人每天徵收300美元，用於在城市範圍內進行拍攝。在北灘和波特雷羅山路段中，製片設計師侯活·卡明斯（Howard Cummings）把垃圾和廢棄的衣物散落在地面上，用以描繪文明的迅速衰落。在市政中心的設置中，逾2,000名群眾演員被聘為額外背景角色；參與美國演員工會的演員每天獲得139美元的報酬，而非工會演員每天的工作僅為64美元。其他拍攝地點分別位於金門公園、唐人街和燭台公園，此外還花費60,000美元租用足球場六天。

### 原聲碟
繼2002年首次為蘇德堡的大銀幕電影《星球索拉羅斯》製作配樂後，克里夫·馬丁內兹再次為電影的配樂作曲。鑑於音樂的節奏是索德伯格最大的擔憂之一，因此馬丁內兹需要在整個配樂中保持輕快的節奏，同時還要在音樂中傳遞恐懼和希望。「我試圖創作焦慮的聲音，而且在關鍵的戰略時刻，我嘗試利用音樂讓人想起悲劇和失落感。」馬丁內兹結合了管弦樂元素，並將它們與樂譜中主要的電子音樂融合在一起。他指出，「電影的聲音調色板是通過結合三種截然不同的方法來實現的，史蒂文在剪輯電影時經歷了這些事情。」2010年10月，馬丁內兹收到電影的粗略剪輯，當中包含了《密探霹靂火》（1971年）及《馬拉松男子》（1976年）元素的音樂，他本人很喜歡這兩部電影的原聲大碟，並以它們的風格創作了幾首作品。幾個月後，他獲得了一個新的剪輯，其中包括受到德國電子樂隊橘夢樂團影響的音樂。最後，蘇德堡再次改變了思路，使用「更有活力和節奏感」的當代配樂。最終，馬丁內兹所有三種方法的方面：「我認為將它們結合起來不僅會很有效，而且還會為樂譜提供一種獨特的風格。」

### 主題與分析

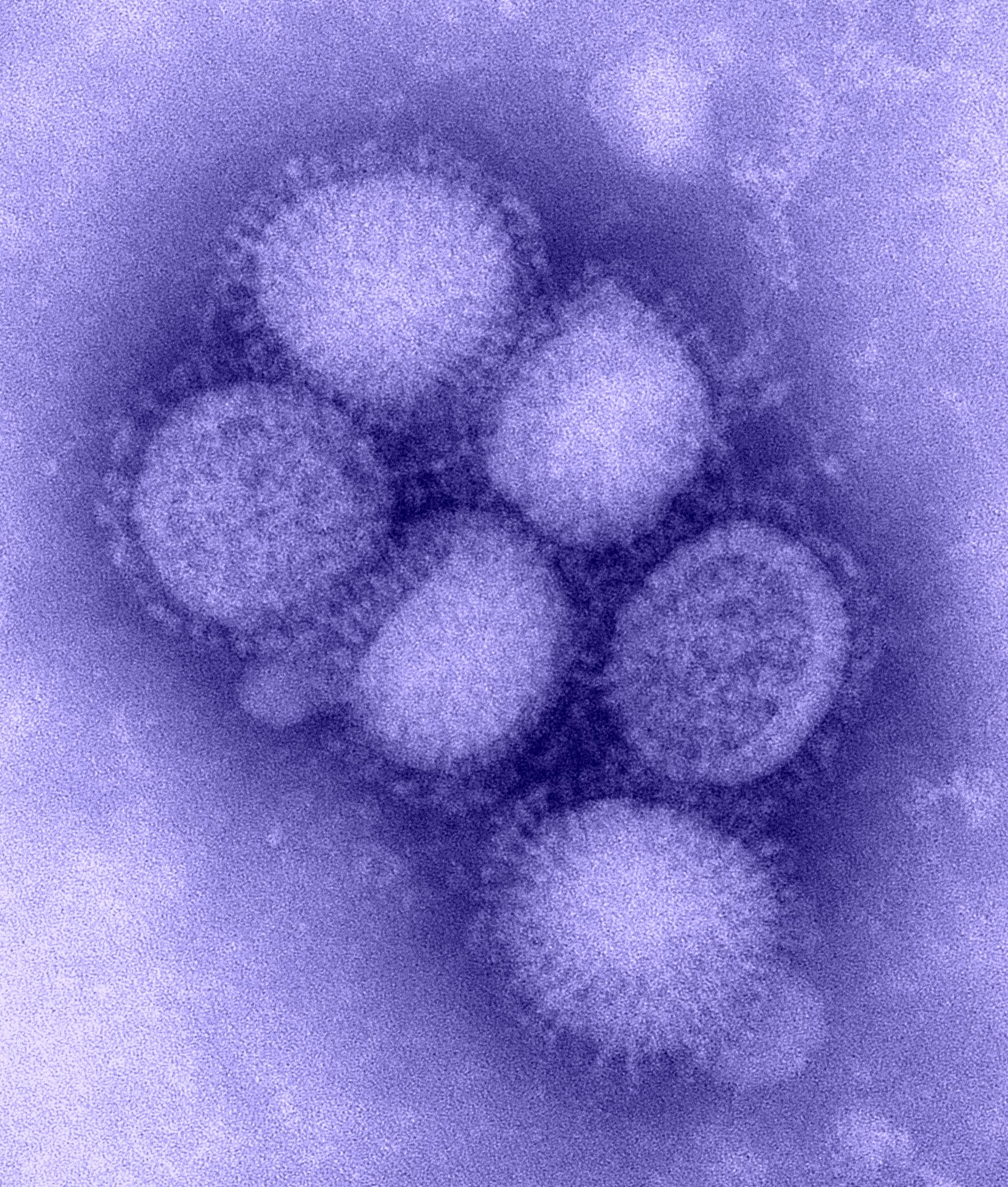
這是H1N1流感病毒的電子顯微鏡圖像。2009年的流感疫情對電影的創作產生了關鍵的影響。

史提芬·蘇德堡製作一部「超現實」電影的動機，是有關公共衛生與對大流行的科學應對。這部電影涉及多種主題，包括引發大規模恐慌和社會秩序崩潰的因素，描繪與包含新型病原體表徵的科學流程，面對生存威脅時在個人動機與職業責任和道德規範之間取得平衡，公共衛生應對措施的局限性與後果，以及人際關係網絡的普及也可成為疾病傳播的媒介。蘇德堡承認，九一一襲擊事件及熱帶氣旋卡特里娜的反應加劇了這些後世界末日題材的顯著性。這部電影旨在真實地傳達大流行「強烈」和「令人不安」的社會和科學反應。最近的現實生活中的流行病，例如2003年的嚴重急性呼吸系統綜合症（SARS）和2009年人類豬型流感疫情在電影中一直帶來靈感和影響力。電影中涉及蝙蝠和豬的傳染鏈讓人想起1997年源自馬來西亞的尼巴病毒的蹤跡（感染呼吸道和神經系統的細胞跟電影中的病毒相同），同樣是涉及森林砍伐對蝙蝠群落的干擾而引發。
電影呈現出群眾心理和集群行為的例子，這些例子可能會導致集體歇斯底里和社會秩序的喪失。由於缺乏資訊有關的困惑、憤慨與無助，結合著博客等新媒體，這讓克魯姆威德（Krumwiede）角色般的陰謀論者乘機造謠和散播恐懼，這行為本身就是危險的傳染源。奇弗博士必須充分權衡披露訊息的必要性，但要避免造成市民恐慌，並空出時間來分析未知病毒的表徵並加以應對。電影中間接批評當代文化中孤立行為的貪婪、自私與虛偽，以及他們在大流行中可能帶來的意想不到的後果。例如，美國疾病管制與預防中心建議透過強制隔離健康者以限制疾病的傳播，這與當代對社交網絡服務的需求形成了鮮明的對比。應對這種大流行病提出了一個悖論，由於該病毒的傳染性和致命性使他人深感不信任，但要倖存下來並限制了疾病的傳播，還是需要人們共同努力。

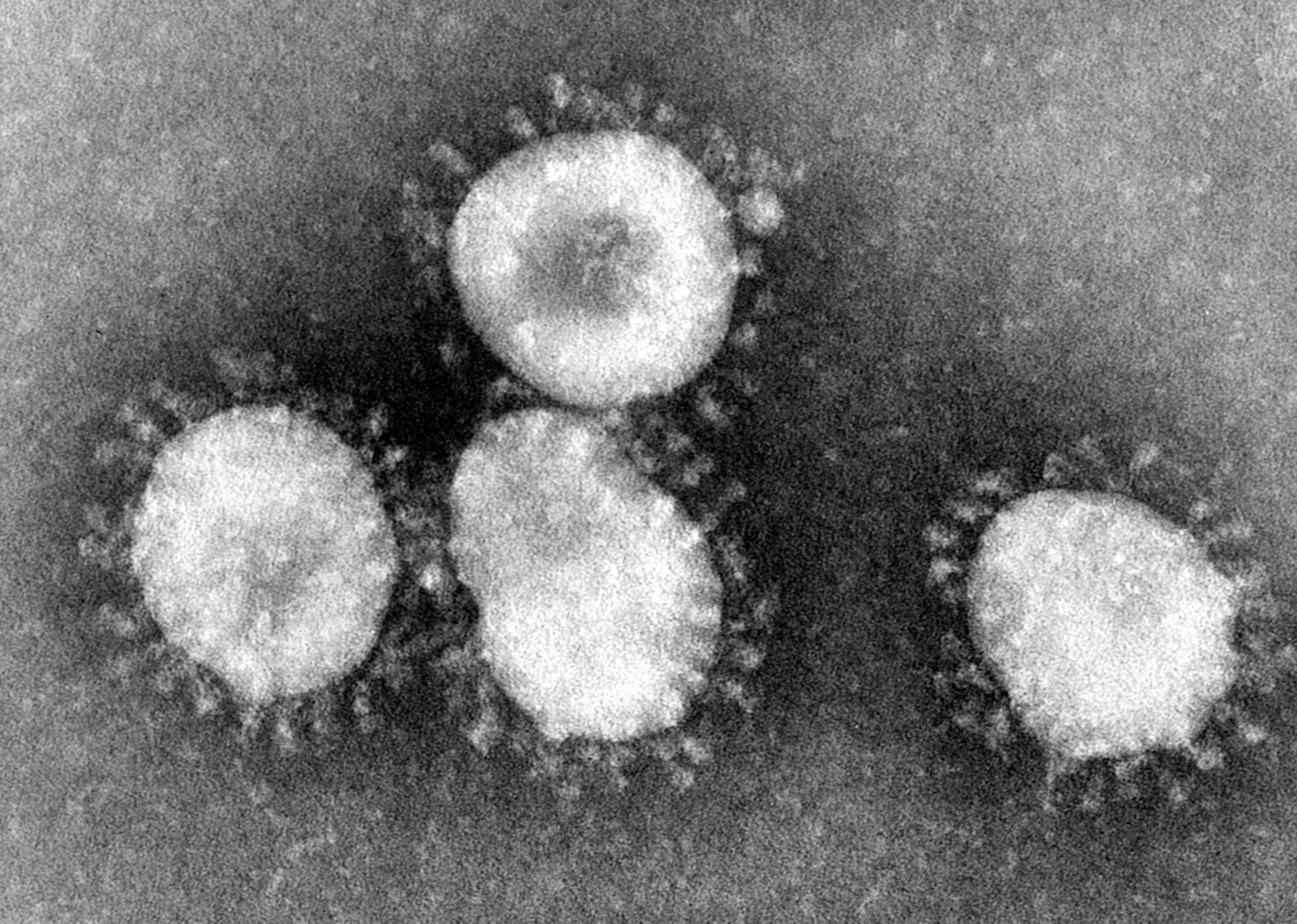
SARS病毒的電子顯微鏡圖像。2003年來SARS爆發也是電影的靈感和影響。

在面對這種生存威脅和脆弱的社會秩序的情況下，電影還探討了角色們如何出於自私與無私的原因而改變或破壞現行規則。赫索博士違反了協議，在自己身上測試一種潛在的疫苗；沙斯曼博士儘管有命令銷毀樣本，但仍繼續在細胞系上進行實驗；契佛博士通知未婚夫在實行公共檢疫之前離開城市；孫楓綁架了奧蘭蒂斯博士以確保其村莊獲得疫苗供應；米爾絲博士儘管感染了病毒仍繼續她的遏制工作；而克倫韋德收取利益於其博客兜售蛇油療法，從而為替代醫學的投資者帶動需求和利潤。導演蘇德堡反複使用纏綿和專注於被感染者觸摸過物體成為傳染他人媒介的攝影風格來把一切貫連在一起，這些物件跟角色連接在一起，並以多方敘述的超連結增強了蘇德堡在《毒網》（2000年）和《油激暗戰》（2005年）所開發的多故事綫敘事風格。
故事還強調了任人唯親、政治裙帶關係的例子（米爾斯博士撤離明尼阿波利斯的飛機改為撤離國會議員），陳詞濫調和思維僵化（公共衛生官員考慮推遲關閉購物中心至感恩節購物季節之後），聯邦應急人員試圖瀏覽50項單獨的州級公共衛生政策，以及聯邦官僚的英雄主義。蘇德堡不使用強制性製藥業高管或政客為惡棍，但相反卻以負面的角度描繪了像克倫韋德這樣的博客主人。克倫韋德對契佛博士的指控在社交媒體，和恩霍夫的女兒也嘗試通過短訊跟男友保持關係發揮了重要的作用。電影中的其他回應，例如恩霍夫從朋友的廢棄房屋中挪用獵槍以保護他的房屋免遭搶劫，強加聯邦檢疫和宵禁，抽籤分配疫苗，聯邦政府不充分的準備和回應，和使用條形碼腕帶以識別接種者以突顯應對流行病時的自由與秩序之間的複雜緊張局勢。蘇德堡利用恩霍夫的事來說明宏觀決策產生的微觀影響。

## 反響

### 發行與票房
《世紀戰疫》於2011年9月3日在意大利的《第68屆威尼斯國際影展》中舉行全球首映禮，隨後於9月9日於全球廣泛上映。在美國及加拿大，電影於3,222個銀幕上映，當中254個銀幕位於IMAX影院。美國各大商業分析家都預計，這部電影在首映周末的票房將在2,000萬至2,500萬美元之間，結果達到了預期，首日票房為800萬美元，而整個周末票房為2,310萬美元。其中，10%（230萬美元）的票房來自IMAX放映。電影透過超越競爭對手《寫出友共鳴》（870萬美元）映襯下，電影穩坐該周票房榜首位置。根據華納兄弟公司的統計，在人口統計學上，以開畫觀眾平均性別之間劃分，年齡在25歲以上的觀眾有80％。電影在接下來的一個周末表現不錯，獲得1,450萬美元的票房，但跌至第二位，其冠軍寶座卻讓位給再度發行的1994年電影《獅子王》。第三周票房下跌了40％，總票房為870萬美元。到了第四星期，電影以500萬美元的票房跌至票房第九位，上映影院數量縮減至2,744個。電影於2011年12月15日完成了戲院上映，當時其國內總票房為7,560萬美元。
在電影於美國發行的同一個周末（包括意大利），電影同時在六個國外市場中首次上映，它在309個影院獲得了663,000美元的票房。第一周，電影從553家企業那裡獲得210萬美元，平均每個影院收益為3,797美元。直到2011年10月14日至16日那個周末，當電影擴展到其他幾個歐洲市場時，電影於外國地區的收入保持相對停滯狀態。在那個周末，於1,100個地點所產生的390萬美元中，電影的總收入中有接近40％來自西班牙，從325個影院賺得150萬美元的收益。隨著電影在其他七個市場的擴展，在2011年10月21日至23日的那是周末，電影於2,505個電影院上映，票房收入為980萬美元，國際票房收入增至2,290萬美元。在英國，這是電影的重要國際發行地之一，《世紀戰疫》於全球票房排名第三，從398家影院獲得230萬美元票房的收益。隨後，它獲得自2007年的《盜海豪情十三王牌》以來，蘇德堡電影最高的首映票房總額。《世紀戰疫》的國際票房總計為5,980萬美元。

### 家庭影院
電影的DVD及藍光光碟於2012年1月3日在北美發行，英國則於2012年3月5日。在發行的第一周，電影以616萬美元的價格售出411,000張，成為DVD銷售榜首。同一星期，電影的藍光影碟以493萬美元售出了274,000張，也位列榜首。DVD的銷量在發行第二周下降，其中以289萬美元售出了193,000張。截至2012年7月初，電影已售出802,535張DVD，收益為1,201萬美元。

### 電影評價
《世紀戰疫》得到了電影評論員的積極評價。在電影評論網站《爛番茄》的資料，電影根據251條評論，獲得84％的評分，其平均得分為7.1 / 10。該網站的關鍵共識寫道：「電影情節緊湊，加上出色的演員陣容，《世紀戰疫》是一部異常聰明且令人恐懼的災難電影。」在《Metacritic》上，其標準分數為100的話，電影根據38個評論，平均得分為70分。
《衛報》記者彼得·布拉德肖認為，儘管他覺得蘇德堡在傳達「普通百姓」的恐懼、驚駭與「巨大的失落感」的方面沒有取得成功，然而《世紀戰疫》就像電影一樣融為一體。對於《紐約客》的大衛·丹比（David Denby）來說，這部出色的電影是「認真，精確，令人恐懼」和「情緒包圍」。《大西洋雜誌》的影評人基斯杜化·奧爾儘管稱讚蘇德堡像玩跳房子遊戲那樣在「在親密和國際化之間」整齊地跳房子，但他對電影的超脫和「臨床」布置感到失望，這使他得出結論—《世紀戰疫》本該以更不靈活的理由去進行，或是『除了經常洗手，並希望你很幸運』之外的一堂課。自稱《大西洋雜誌》的作者說：「對於其中的所有工藝，《世紀戰疫》最終超出了好壞，也沒有受到批評，就是這樣。」電影被描述為「聰明」和「詭異」的一部分，《紐約時報》的瑪露拉·達吉斯（Manohla Dargis）寫道：「蘇德堡先生不會隨著事情的崩潰而流淚，但是他在畫框裡孤立男女的畫像中卻刻著一種狂怒的熱情，以垂死模糊不清的眼光，刻畫出一種冷酷的激情，並始終保持著的視覺風格，這看起來似乎是一種告誡。」關於電影中的故事，《沙龍網站》的專欄作家安德魯·奧赫希爾（Andrew O'Hehir）認為，「酥脆」和簡潔的敘述方式與電影的視覺效果配合成「美麗組合」。《荷里活報道》的托德·麥卡錫（Todd McCarthy）稱，蘇德堡和伯恩斯在「精明」與「絕妙的」電影中有效地創造了焦慮感，並沒有被誇大，全國公共廣播電台的珍妮特·卡索里斯（Jeanette Catsolis）情感的回應，後者堅稱二人組「把多個角色編入敘述中，既複雜又不會造成混亂，聰明而又不為所動」。為《鄉村之聲》寫作的卡琳娜·朗禾夫（Karina Longworth）認為，《世紀戰疫》反映了蘇德堡先前所作某些努力的「自我意識」與「實驗」，例如是《盜海豪情系列》和2009年的《應召女友》。
電影中多個演員的表演於評論中經常被提到。《紐約郵報》的露·魯梅尼克（Lou Lumenick）斷言埃勒（Ehle）是「傑出的」，這種觀點類似於《波士頓環球報》的記者衛斯理·莫里斯（Wesley Morris）的觀點，他不僅讚揚了埃勒的表現，還讚揚了克蘭斯頓（Cranston），古爾德（Gould）和科蘭托尼（Collantoni）等預熱行動。同樣，《滾石雜誌》的彼得·特拉弗斯（Peter Travers）稱埃勒為「最佳表演」。就如《洛杉磯時報》的肯尼斯·圖蘭（Kenneth Turan）總結道：「曾兩次獲得托尼獎的女演員珍妮弗·埃勒（Jennifer Ehle）憑藉這種詭詐地卻又富有同情心的表現幾乎悄悄地偷了這張照片。」關於法律，《費城詢問報》的史蒂文·雷亞（Steven Rea）指，演員以「堅實」的自信演譯角色；而《三藩市紀事報》的米克·拉塞爾（Mick LaSalle）同意雷亞的想法。據《石板雜誌》的福雷斯特·威克曼（Forrest Wickman）稱，達蒙（Damon）提供了電影的「相關心臟」，得出的結論是，在她的控制之下，琦·溫斯莉「即使扮演一個很小的角色，也能保持她的一流聲譽」。
多個角色的發展引起評論家之間的不同反應。米奇（Mitch）作為主要角色的立場相反，《華盛頓郵報》的米高·奧沙利文（Michael O'Sullivan）認為，《世紀戰疫》「使他陷入了奇怪的臨床支隊」。特別是祖迪·羅的角色—艾倫·克魯姆維德（Alan Krumwiede）吸引到《芝加哥太陽報》的羅渣·伊拔的評論，他寫道：「博客作者的子情節與主要故事情節之間的互動並不清晰，其主要作用是令人震驚但又含糊其辭。」

### 科學回應
新科學家的費里斯·賈布（Ferris Jabr）已批准電影，基於它對科學的「成功與挫折」的準確描繪。賈布引用了故事元素，例如「在研究人員研究病毒之前，在病毒不會破壞所有細胞之下，他們需要弄清楚如何在實驗室的細胞培養物中使其生長」，那是作為對科學的精確描述的例子。科學作家卡爾·齊默爾（Carl Zimmer）稱讚這部電影，他說：「這顯示了如何重建一個爆發的過程中可以提供至關重要的線索，例如感染者可以感染多少人，他們中有多少人生病，以及當中有多少人死亡。」他還描述了與電影的科學顧問W·伊恩·利普金的對話，利普金在電影中為疫苗的快速生產辯護。齊默爾寫道：「利普金和他的同事現在能夠在數周而不是數月的時間內弄清楚如何觸發對動物的外來病毒的免疫反應。而且，一旦他們創造了疫苗，他們就不必使用艾森豪威爾時代的技術來作批量生產。」兒科醫生和接種疫苗專家保羅·奧菲特表示：「通常當電影具有科學意義時，他們傾向於犧牲科學來支持戲劇。這裡就不是真的。」奧菲特讚賞電影對R0及傳染源，以及基於尼帕病毒感染虛構的菌株起源。

### 重受注目
由於2019新型冠狀病毒疫情的爆發而引起了人們的恐慌，這電影因此在2020年1月再次受到瞩目。中國影片網站BiliBili也在此時購買了該片的版權，並上架到網站上。

## 外部連結
- 官方网站
- 互联网电影数据库（IMDb）上《全境擴散》的资料（英文）
- 爛番茄上《全境擴散》的資料（英文）
- 豆瓣电影上《全境擴散》的資料 （简体中文）
- AllMovie上《全境擴散》的资料（英文）
- Box Office Mojo上《全境擴散》的資料（英文）
- Metacritic上《全境擴散》的資料（英文）